# William Langson Lathrop

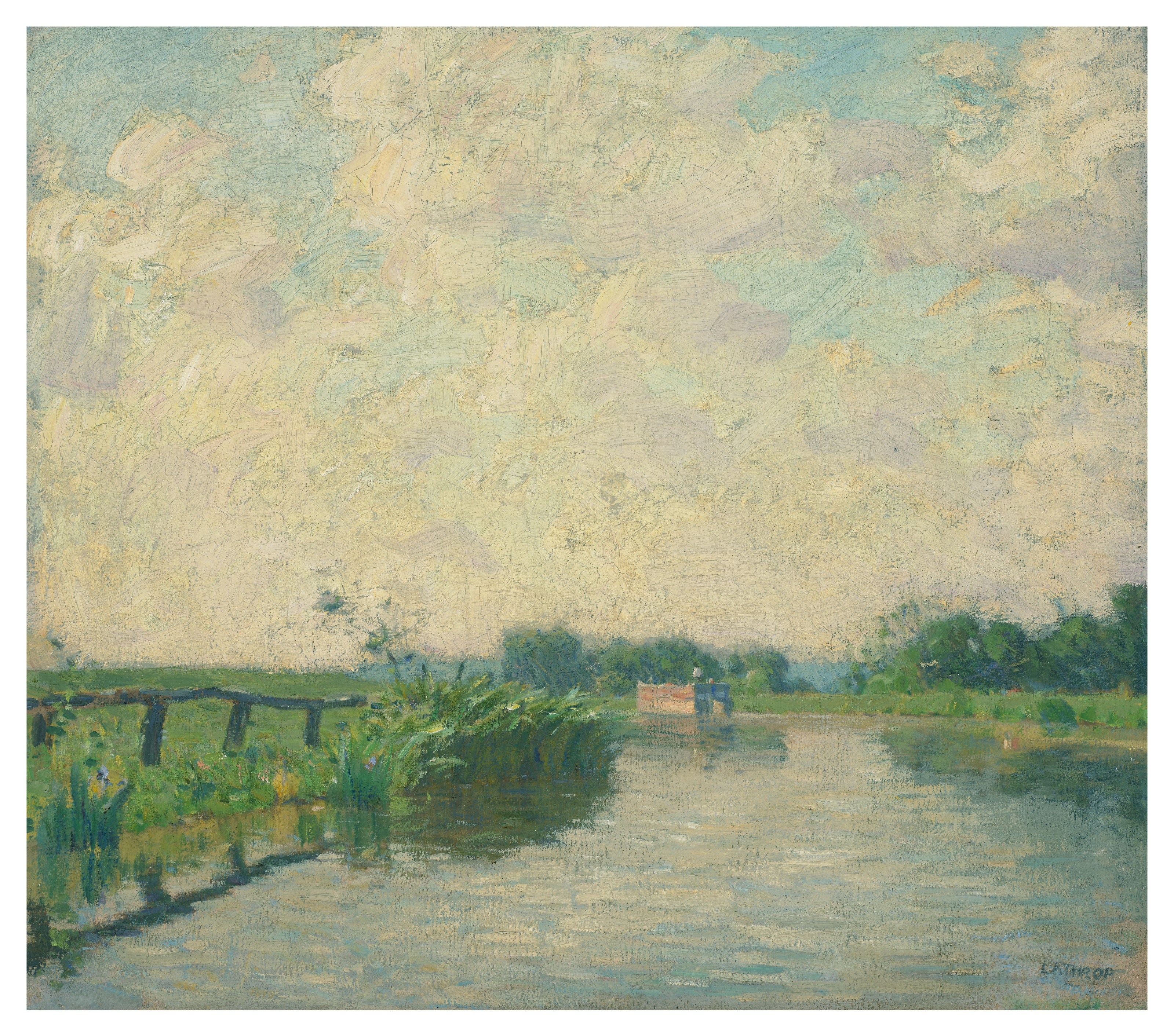
The Canal–Late Afternoon

William Langson Lathrop (29 de marzo de 1859 - 21 de septiembre de 1938) fue un pintor paisajista impresionista estadounidense y fundador de la colonia de arte de New Hope, Pensilvania. A veces se le conoce como "impresionista de Pensilvania". Lathrop fue miembro de la Academia Nacional de Diseño y formó parte de numerosos jurados de exposiciones durante su carrera. Recibió una medalla de oro en la Exposición Internacional Panamá-Pacífico (1915) en San Francisco, California, que mostró obras de muchos de los principales artistas estadounidenses de la época. Hoy en día, las pinturas de Lathrop se encuentran en numerosas colecciones y museos, incluido el Museo Metropolitano de Arte de Nueva York y el Museo de Arte Americano Smithsoniano de Washington D. C.

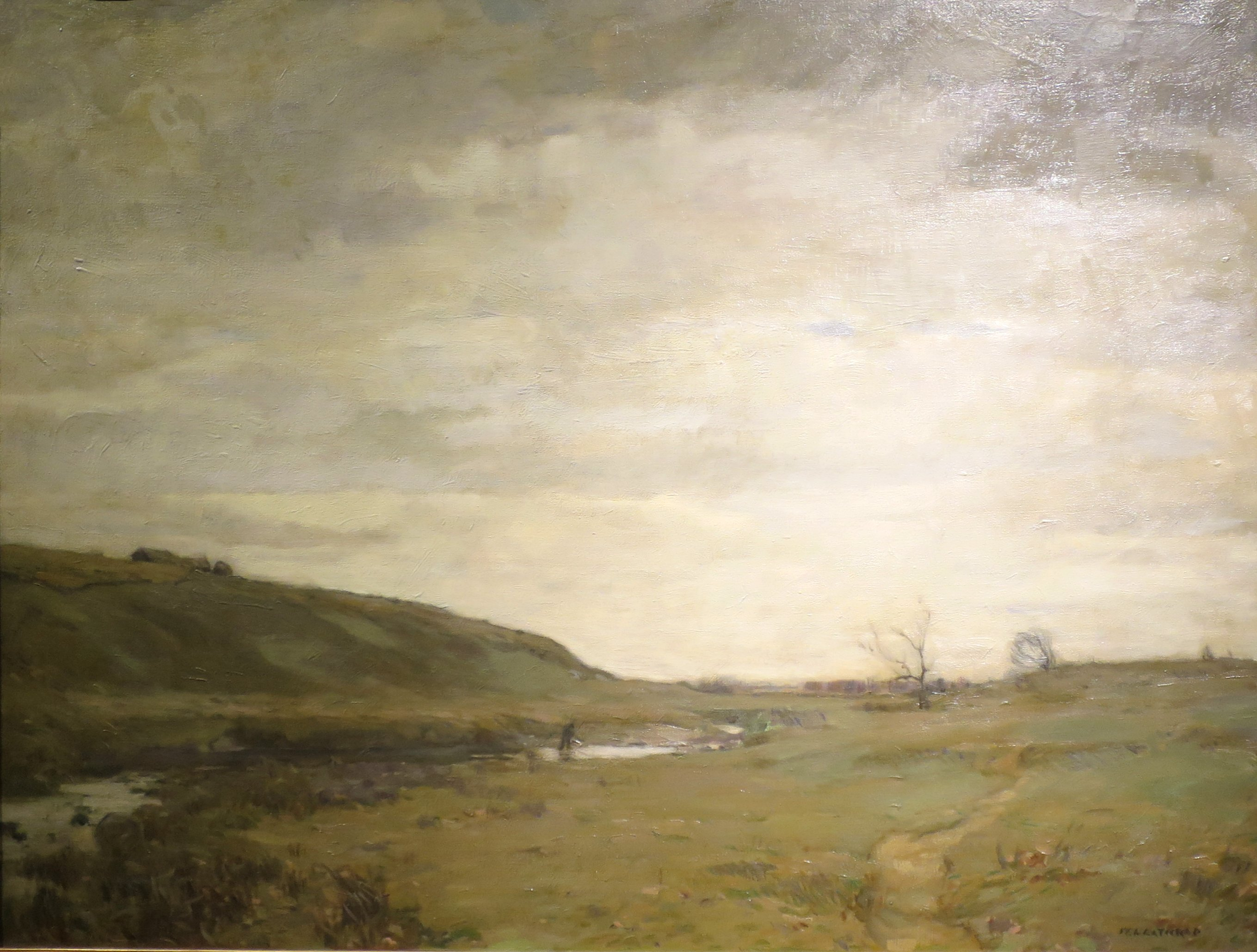
'The Muskrat Hunter' by William Langson Lathrop, Reading Public Museum - 1908

## Biografía

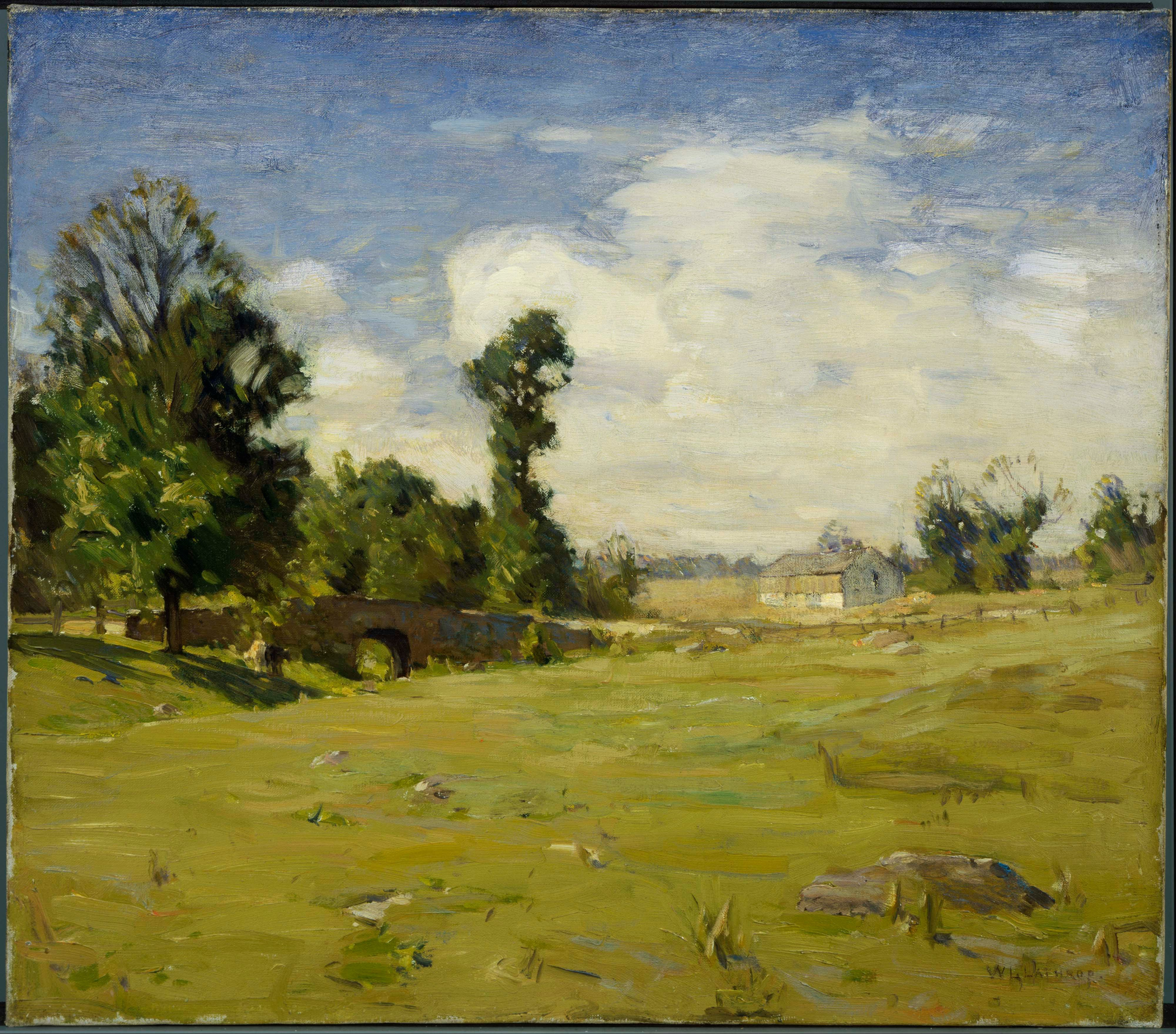
Puente de Ely por Lathrop

Lathrop nació en Painesville, Ohio y creció en la granja de su familia. Lathrop comenzó su carrera artística en Nueva York a fines de la década de 1870 como ilustrador y grabador a tiempo parcial, actividades que le reportaban poco dinero. A fines de la década de 1880, Lathrop viajó a Europa, donde conoció y se casó con su esposa. Al regresar a Estados Unidos, Lathrop atravesó dificultades financieras y se alejó brevemente del arte antes de que sus amigos lo convencieran para exponer sus acuarelas en una prestigiosa exhibición de Nueva York. Lathrop recibió el primer premio y una crítica entusiasta en The New York Times, y su carrera fue lanzada.
En 1899, Lathrop y su familia se mudaron a New Hope, en el canal de Delaware, junto al río Delaware, justo al norte del pueblo de New Hope, Pensilvania. Otros artistas comenzaron a instalarse en la zona y a estudiar con él la pintura de paisaje al aire libre. Lathrop llevaba a sus alumnos por el canal de Delaware en su barcaza a la que llamó "Sunshine", lo que les dio a sus alumnos la oportunidad de dibujar los paisajes por los que pasaban. Al igual que con las clases de William Merritt Chase en Shinnecock Hills de Long Island, o como las clases de paisaje de Birge Harrison para la Art Students League en Woodstock, Nueva York, las clases de pintura de paisajes al aire libre de Lathrop sentaron las semillas para el desarrollo de un arte impresionista estadounidense.
Durante más de treinta años, Lathrop se dedicó a la pintura de paisajes en New Hope, exponiendo sus obras en galerías de todo el país. Durante este tiempo, el estilo de pintar de Lathrop evolucionó de tonalista, caracterizado por colores más oscuros y un énfasis en el estado de ánimo, a las pinturas impresionistas, más brillantes por las que es más recordado hoy día.
En 1916, seis artistas locales formaron "The New Hope Group", incluidos Lathrop, Charles Rosen, Daniel Garber, Morgan Colt, Rae Sloan Bredin y Robert Spencer. Todos vivían muy cerca unos de otros, cerca del río Delaware. Pero estuvo notoriamente ausente el artista local con mayor reputación, Edward Redfield. La importancia de este grupo radica en el hecho de que expusieron sus obras juntos y fueron representativos de una escuela de pintura de paisaje. El New Hope Group solo expuso en 1916 y 1917, pero con la excepción de Redfield, formaron el núcleo inicial de esta escuela. Expusieron en el Museo de Arte de Cincinnati, el Instituto de Arte de Detroit, la Galería Corcoran, el Instituto Carnegie y en la Arlington Gallery en la ciudad de Nueva York, entre otros lugares.
Lathrop fue fundamental en la fundación del Phillips Mill, un molino de piedra del siglo XVIII, como el principal lugar de exposición de la Colonia de Arte de New Hope. El molino estaba ubicado frente a la casa de Lathrop en River Road, al norte de New Hope. Su esposa Annie se convirtió en anfitriona de un número cada vez mayor de visitantes en sus tés de los domingos por la tarde. Los invitados incluyeron a alumnos de Lathrop -como Margaret Fulton Spencer- y otros artistas que en algún momento se trasladaron a la zona. Charles Rosen, Robert Spencer, Rae Sloan Bredin, Mary Elzabeth Price y John Folinsbee (todos los que vivían cerca), fueron visitantes frecuentes. Sin embargo, los tés artísticos cruzaron River Road hasta el Philips Mill. En octubre de 1928, el artista local William Taylor fue nombrado para dirigir un comité de suscripción para la compra del molino como centro comunitario. El molino fue comprado por  5.000 dólares, y Lathrop se convirtió en el primer presidente del molino.
A fines de la década de 1920, Lathrop construyó a mano un bote de madera en su patio trasero y lo llamó "The Widge". Con más de veinte pies de largo, Lathrop y sus amigos lanzaron "The Widge" al río Delaware en 1930. Lathrop, como hábil marinero, pilotó el barco en las aguas costeras del Atlántico. Continuó navegando por placer en sus últimos años, pintando escenas de la costa atlántica e incluso una vez tuvo a Albert Einstein a bordo como invitado.
El 21 de septiembre de 1938, Lathrop estaba pilotando su bote alrededor del este de Long Island cuando llegó la noticia de que se acercaba un huracán. Lejos de un puerto seguro, Lathrop eligió capear la tormenta en una bahía protegida. Pero mientras The Widge sobrevivió a la tormenta, el cuerpo de Lathrop fue recuperado a lo largo de la costa un mes después. Los relatos de testigos presenciales de los ocupantes de los barcos cercanos indicaron que pudo haber muerto de un ataque al corazón durante la tormenta y haber sido arrastrado de su barco. Sin embargo, su última pintura sobrevivió al huracán. Aunque el famoso huracán de 1938 resultó ser un final trágico y dramático para Lathrop, ¡parecía un final apropiado para un artista que había pasado su vida registrando los estados de ánimo más oscuros y más claros de la naturaleza!